# Balkan-Liga 1995/96
Die Saison 1995/96 war die zweite Spielzeit der Balkan-Liga, einer supranationalen Eishockeyliga aus Südosteuropa. Meister wurde Steaua Bukarest.

## Modus
In der Hauptrunde absolvierte jede der sechs Mannschaften insgesamt zehn Spiele. Die vier bestplatzierten Mannschaften qualifizierten sich für die Playoffs, in denen der Meister ausgespielt wurde. Für einen Sieg erhielt jede Mannschaft zwei Punkte, bei einem Unentschieden gab es einen Punkt und bei einer Niederlage null Punkte.

## Hauptrunde
|    | Klub                        | Sp | S | U | N | Tore  | Punkte |
| -- | --------------------------- | -- | - | - | - | ----- | ------ |
| 1. | Sportul Studentesc Bukarest | 10 | 8 | 0 | 2 | 49:27 | 16     |
| 2. | Steaua Bukarest             | 10 | 8 | 0 | 2 | 83:25 | 16     |
| 3. | HK Roter Stern Belgrad      | 10 | 7 | 0 | 3 | 46:20 | 14     |
| 4. | HK Slawia Sofia             | 10 | 4 | 0 | 6 | 41:42 | 8      |
| 5. | HK Vojvodina Novi Sad       | 10 | 2 | 0 | 8 | 29:73 | 4      |
| 6. | HK Lewski Sofia             | 10 | 1 | 0 | 9 | 23:84 | 2      |

## Playoffs

### Halbfinale
- Steaua Bukarest – HK Roter Stern Belgrad 5:3
- Sportul Studentesc Bukarest – HK Slawia Sofia 8:3

### Spiel um Platz 3
- HK Roter Stern Belgrad – HK Slawia Sofia 5:1

### Finale
- Steaua Bukarest – Sportul Studentesc Bukarest 8:2